# Буракова (Иркутская область)
Буракова — посёлок в Нижнеудинском районе Иркутской области

## География
Посёлок находится в 3 км от Алзамая

## Население
| 2002 | 2010 | 2011 | 2012 |
| ---- | ---- | ---- | ---- |
| 157  | ↘54  | →54  | ↘53  |

По данным Всероссийской переписи населения 2010 года население НП составило 54 человек